# 危地马拉共和国议会
危地马拉共和国议会（西班牙語：Congreso de la República de Guatemala）是危地马拉的国家立法机关。

## 體制
危地马拉共和国议会实行一院制。

## 成員組成
由160名议员组成。每届议员任期4年。

## 現況
本屆（2020-2024）各政黨席次全国希望团结（UNE）52席，奮起黨(Vamos)17席，全國改變聯盟(UCN)12席，價值黨(VALOR)9席，國家福利黨(BIEN)8席，國家聚合陣線黨(FCN-Nacion)8席，種子運動黨(SEMILLA)7席，價值遠景黨（ViVa）7席，全民党（Todos）7席，承諾革新秩序黨（CREO）6席，人道主義黨(HUMANISTA)6席，勝利黨(VICTORIA)4席，温纳克政治运动4席，统一党3席，公民繁榮黨(PC)3席，瓜地馬拉全國革命團結3席，全國先鋒黨（PAN）2席，争取人民解放运动1席，Podemos黨1席。

现任议会主席为奮起党议员羅德里奎茲(Allan Estuardo Rodríguez Reyes) 2020年1月就任，任期1年。

## 相關網站
危地马拉國會官網 （页面存档备份，存于）（西班牙文）